# سوکی‌یاکی

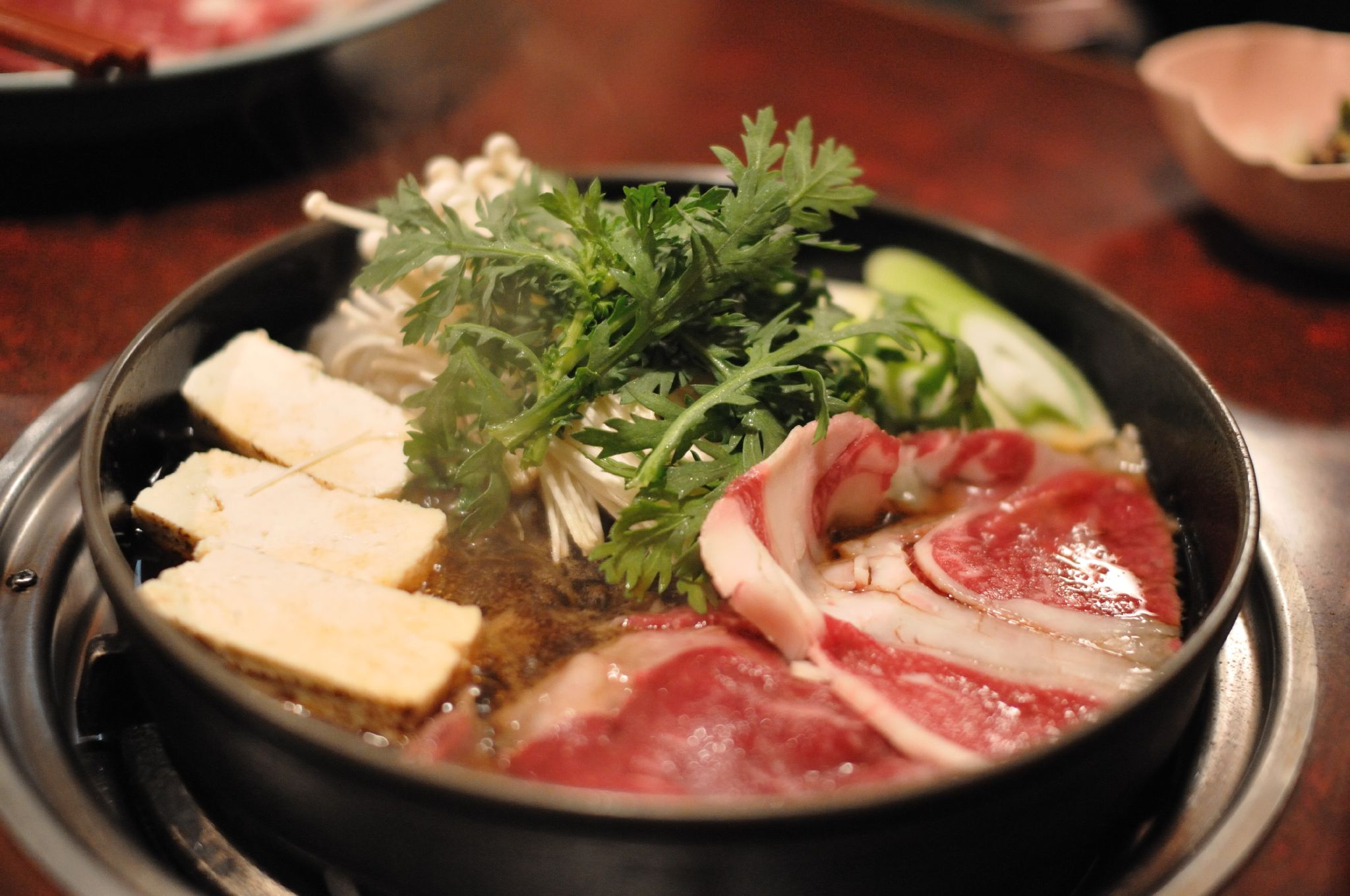
طرز تهیه سوکی‌یاکی در منازل

سوکی‌یاکی (به ژاپنی: すき焼き sukiyaki) یکی از غذاهای آشپزی ژاپنی است. در تهیهٔ این غذا نخست گوشت به همراه سایر مواد کمی سرخ شده و سپس توسط آب‌پزی ملایم پخته می‌شود.

## روش پخت به سبک شرق ژاپن
مواد لازم برای ۴ نفر.
- گوشت نازک برش گاو ۴۰۰ گرم
- تره فرنگی ۲ ساقه
- کُون‌نیاکو یک بسته
- شیتاکه ۱۲ عدد
- توفو یک بسته
- شون‌گیکو (گلی از خانواده گل‌ستاره‌ای‌ها)
  - در صورت تمایل سبزیجات مختلف مانند اِنوکی‌تاکه، گوبو، سیب‌زمینی
- چربی گاو

چاشنی‌ها
- داشی یک دوم پیمانه
- شویو یک دوم پیمانه
- میرین سه قاشق بزرگ
- شکر سه قاشق بزرگ
- ساکه مخصوص غذا ۴ قاشق بزرگ. (این نوع ساکه چون دارای نمک است نباید بیش از حد بکار رود.)
- تخم‌مرغ خام بهم زده شده، هر نفر یک دانه

طرز تهیه:
- مواد را به اندازه مناسب بریده شوند.
- چاشنی‌ها را با هم مخلوط کرده در قابلمه‌ای کم عمق ریخته می‌شود سپس مواد را اضافه کرده تا پخته شود.
- مواد را در داخل تخم مرغ خام بهم زده شده، فرو برده، سرو می‌شود.
- به سوپ می‌توان اودون اضافه کرد.